# Far Cry 2
Far Cry 2 là một game bắn súng góc nhìn thứ nhất do Ubisoft Montreal phát triển và Ubisoft phát hành vào năm 2008. Đây là phần thứ hai của dòng game chính Far Cry, trước Far Cry năm 2004 và tiếp theo là Far Cry 3 năm 2012.

## Lối chơi
Far Cry 2 là phần tiếp theo của Far Cry gốc. Trò chơi có trải nghiệm kết thúc mở. Người chơi có thể liên minh với một hoặc nhiều phe phái, và tiến qua thế giới game và các nhiệm vụ khi xét thấy phù hợp, dẫn đến phong cách chơi phi tuyến tính thường được gọi là chế độ sandbox cho phép câu chuyện tiến triển theo tốc độ của người chơi và trong thứ tự mà mình chọn. Người chơi có thể sử dụng một loạt các phương tiện, bao gồm ô tô, xe tải, thuyền và tàu lượn, để di chuyển trong khu vực 50 km2 (19 dặm vuông Anh). Các phong cách chơi bao gồm từ tấn công trực diện đến xâm nhập lén lút và ám sát. Trò chơi diễn ra trong một cảnh quan châu Phi trải dài, với địa hình từ sa mạc đến thảo nguyên sang rừng rậm.
Các phe phái và phương tiện khác nhau trong game; kẻ thù bao gồm lính đánh thuê người. Có một hệ thống thời tiết năng động có chu kỳ ngày đêm và các điều kiện thời tiết khác nhau như bão và gió mạnh. Thời gian trong ngày cũng ảnh hưởng đến hành vi của AI, về mặt cảnh giác và hung hăng của kẻ thù; ví dụ, kẻ thù có thể có một nhận thức hơi cao vào ban đêm, nhưng không thể nhìn thấy người chơi đang ẩn nấp, trong khi vào thời điểm nóng trong ngày, kẻ thù có thể ngồi trong bóng râm theo nhóm nhưng dễ dàng phát hiện ra người chơi từ xa.
Cột máu đại diện cho sức khỏe của nhân vật chính được chia thành năm phân đoạn, mỗi phân đoạn sẽ tự động nạp lại nếu nó không bị cạn kiệt hoàn toàn và người chơi sẽ tránh bị sát thương trong vài giây. Người chơi mang theo một nguồn cung cấp syrette hạn chế có thể được sử dụng bất cứ lúc nào để bổ sung đầy đủ cột máu và có thể lấy được từ các hộp sơ cứu được đặt trên khắp thế giới trò chơi, đặc biệt là tại các vị trí bảo vệ. Khi gần chết (chỉ còn một cột máu), nhân vật phải tự sơ cứu, ví dụ như tháo đạn bằng kìm, hoặc nắm vội ngón tay xoắn hoặc gãy vào vị trí cần sơ cứu.

## Đón nhận
Far Cry 2 nhận được đánh giá "nói chung là thuận lợi", theo trang web tổng hợp kết quả đánh giá Metacritic. Đồ họa đi vào thiết kế thế giới mở và bối cảnh châu Phi thường được ca ngợi. Các nhà phê bình cũng thích những kẻ thù thông minh, những người tích cực săn lùng người chơi, nhưng lưu ý rằng đôi khi nó không phản hồi. Một số nhà phê bình, chẳng hạn như Terrence Jarrad trong bài đánh giá đầu tiên của Úc về trò chơi, đã ca ngợi cả ba khía cạnh: "Khung cảnh độc đáo, AI rực rỡ và bầu không khí sờ thấy khiến Far Cry 2 trở thành một trải nghiệm chơi game tinh túy."
Những lời chỉ trích chính của trò chơi là thời gian dài để đi từ mục tiêu này sang mục tiêu khác, liên tục đối mặt với kẻ thù, thiếu thông tin trong cốt truyện và cốt truyện không hấp dẫn. Đánh giá của IGN đã chỉ ra một vấn đề nhỏ khác, với sự khác biệt trong hệ thống save: phiên bản PC cho phép người chơi save bất cứ lúc nào, trong khi phiên bản console chỉ cho phép người chơi save ở một số điểm nhất định.
Ngoài ra, một số nhà phê bình lưu ý rằng việc tập trung vào việc nhập vai đôi khi đi quá xa (đến mức đôi khi trò chơi trở nên khó chịu), và đôi khi bị giết bởi các lựa chọn thiết kế trò chơi tồi và trục trặc game (một số kết cấu không nhất quán và mô hình nhân vật chung chung, bản đồ ma thuật, hồi sinh kẻ thù ngay lập tức tại các điểm check point, bộ đệm kim cương, ảnh hưởng của bệnh sốt rét bị lạm dụng, xe cộ và tiếng súng gây nhiễu).
Game Informer đã khen ngợi hệ thống save console bởi vì nó mang lại cảm giác chân thực cho trò chơi. Trong khi IGN chỉ trích điều này, GameSpot lưu ý rằng hệ thống save của phiên bản console mang đến cho người chơi cảm giác cấp bách hơn vì nó khiến cái chết dường như có hậu quả hơn. GamePro đã ca ngợi Far Cry 2, nói: "Trình bày chi tiết, lối chơi giàu tính năng và cảm nhận rõ ràng về việc đưa người chơi vào một thế giới khác mang lại nỗ lực đề cao cảnh giác."